# Bluetooth A2DP
A2DP (ang. Advanced Audio Distribution Profile) – profil technologii Bluetooth definiujący protokoły i procedury realizujące dystrybucję dźwięku wysokiej jakości w trybie mono- lub stereofonicznym poprzez kanały ACL.
Podstawowym celem technologii A2DP jest przesyłanie strumieniowe dźwięku stereofonicznego ze źródła (np. odtwarzacza) do odbiornika (zwykle słuchawek lub głośników). Strumień audio jest kompresowany do jednego z dopuszczalnych formatów, który zapewnia wystarczającą jakość dźwięku przy ograniczonej przepustowości. Podstawową metodą kompresji dźwięku w profilu A2DP jest SBC – nieobowiązkowymi, ale również wspieranymi, metodami kompresji są MPEG-1 Part 2 Audio (MP2) oraz MPEG-2 Part 3 (AAC) i ATRAC. Dźwięk przestrzenny nie jest obsługiwany przez tę technologię. 
Profil A2DP wykorzystuje technologie AVDTP oraz GAVDP, określające odpowiednio procedury transmisji dźwięku oraz procedury nawiązania połączenia, natomiast funkcje zdalnego pilota są obsługiwane przez technologię AVRCP.